# Julie Driscoll
Julie Driscoll Tippetts, född som Julie Driscoll den 8 juni 1947 i London, är en brittisk sångerska och skådespelerska. Hon är känd för sin medverkan på inspelningar med Brian Auger och sin make Keith Tippett.

## Karriär
Driscoll inledde sin musikkarriär från 17-årsålder, då hon som sångerska under fyra års tid turnerade med Steampacket, med Long John Baldry och Rod Stewart.
Efter Steampacket fortsatt Driscoll samarbetet med Brian Auger, i nya konstellationer. Bland annat gjorde hon under 1960-talet även versioner av Bob Dylans "This Wheel's on Fire" och Donovans "Season of the Witch", båda med Brian Auger & Brian Auger and The Trinity.
"This Wheel's on Fire" nådde en femteplats i Storbritannien. Denna version kom att företräda den psykedeliska eran i brittisk musik. Driscoll spelade in låten igen i början av 90-talet med Adrian Edmondson som tema till BBC-serien Helt hysteriskt.
Sedan 1970-talet har Driscoll koncentrerat sig på experimentell vokalmusik. Hon är gift och har samarbetat musikaliskt med jazzmusikern Keith Tippett. Hennes namn är numera "Julie Tippetts", eftersom hon använder den ursprungliga stavningen av sin makes efternamn. Hon deltog i Keith Tippetts storband Centipede som 1974 medverkade på Robert Wyatts Theatre Royal Drury Lane konsert. Hon har släppt ett soloalbum, Sunset Glow, och var sångare i Carla Bleys album Tropic Appetites.

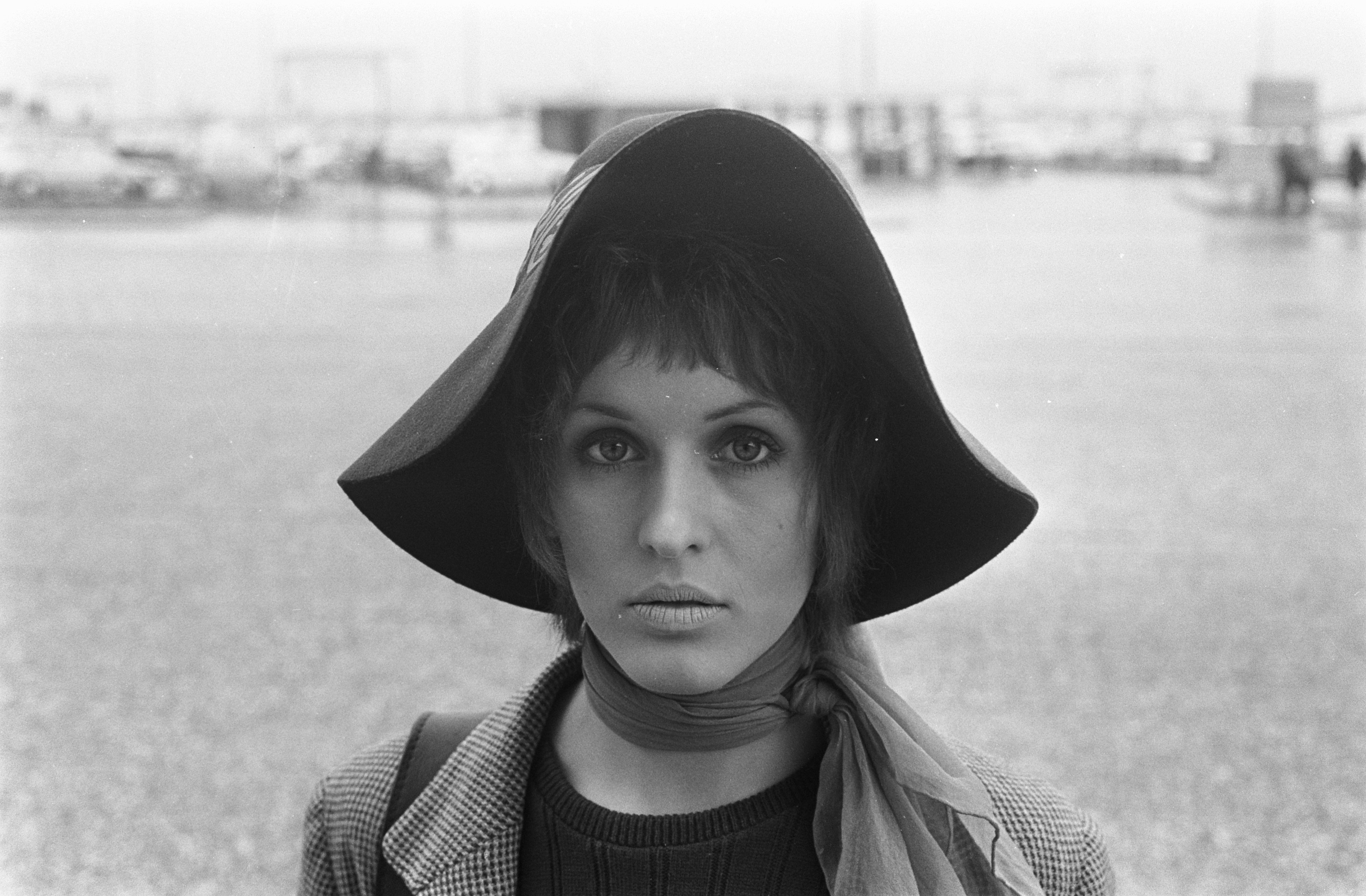
Julie Driscoll, 1968.

Senare under 1970-talet turnerade hon med sitt eget band och har spelat in låtar och framträtt som en av sångarna i "Voice", med Maggie Nicols, Phil Minton och Brian Eley.

## Diskografi (urval)
Nedan listas ett urval av medverkan på andra artisters albumutgåvor.
- 1963 – "Take Me by the Hand (And Lead Me)" (med Harold Geller Group)
- 1967 – Open (med Brian Auger & The Trinity)
- 1968 – "This Wheel's on Fire" (med Brian Auger & the Trinity)
- 1968 – "Road To Cairo" (med Brian Auger & the Trinity)
- 1969 – Streetnoise (med Brian Auger & the Trinity[12])
- 1969 – Jools & Brian (med Brian Auger & the Trinity) – samling av tidiga brittiska singlar från 1965–1967[13]
- 1970 – The Best of Julie Driscoll, Brian Auger & The Trinity – samling (Polydor)
- 1971 – 1969[14] (med Keith Tippett Group)
- 1971 – Septober Energy (med Centipede, producerad av Robert Fripp)
- 1972 – Blueprint (med Keith Tippett, Roy Babbington, Frank Perry och Keith Bailey, producerad av Robert Fripp)
- 1974 – Tropic Appetites (med Carla Bley)
- 1974 – Genesis: Brian Auger & The Trinity Featuring Julie Driscoll – samling (Polydor)
- 1975 – The Rock Peter and The Wolf (arrangemang av sånger till sagan Peter och vargen, med Gary Brooker, Bill Bruford, Phil Collins, Stéphane Grappelli, Jack Lancaster, Jon Hiseman, Brian Eno, Alvin Lee, Gary Moore, Cozy Powell, Manfred Mann, Keith Tippett och Viv Stanshall)
- 1976 – Sunset Glow (med Keith Tippett Group)
- 1978 – Encore (med Brian Auger)
- 1984 – "Storm of Light" – singel med Working Week
- 1987 – Couple in Spirit (duett med Keith Tippett, mixad av Robert Fripp)
- 1989 – Women with Voices (spår #12, with Maggie Nicols, Sue Ferrar och Sylvia Hallett, inspelad live på Air Gallery i London)
- 1996 – Couple in Spirit II (duett med Keith Tippett, inspelad live vid Stadtgarten i Köln)
- 1998 – "HeXtet: Through the Ear of a Raindrop" (med John Wolf Brennan, Evan Parker, Paul Rutherford, Chris Cutler och Peter Whyman, Leo Records 254)
- 1999 – Shadow Puppeteer – soloutgåva
- 2008 – Couple in Spirit – Live at the Purcell Room (duett med Keith Tippett, inspelad på Purcell Room i London som del av 2008 London Jazz Festival)
- 2009 – Ghosts of Gold (med Martin Archer)
- 2011 – Tales of FiNiN (med Martin Archer)
- 2015 – Vestigium (med Martin Archer)
- 2016 – The Nine Dances of Patrick O'Gonogon (med Keith Tippett Octet)
- 2022 – Illusion (med Martin Archer)

### Tidiga brittiska singlar
Parlophone (UK) Records:
- Juni 1965 – R 5296 – Don't Do It No More // I Know You (med Blossom Toes)
- Maj 1966 – R 5444 – I Didn't Want To Have To Do It // Don't Do It No More
- April 1967 – R 5588 – I Know You Love Me Not // If You Should Ever Leave Me